# François St-Louis
François St-Louis, né en 1967 à Québec est un homme d'affaires et homme politique québécois. Il est député à l'Assemblée nationale du Québec de la circonscription de Joliette pour la Coalition avenir Québec depuis les élections de 2022.

## Biographie
Né à Québec en 1967, François St-Louis grandit à Joliette. 
Il se présente une première fois comme candidat de la Coalition avenir Québec dans Joliette aux élections de 2018, où il termine deuxième avec 34,7 % des voix. À la suite de ces élections, il est recruté comme attaché politique régional de Lanaudière pour le ministre responsable de la région, Pierre Fitzgibbon, aussi ministre de l'Économie et de l'Innovation. Il conserve ce poste en 2020 lorsque la ministre du Tourisme, Caroline Proulx, devient également la nouvelle ministre responsable de la région. Il conserve ses fonctions jusqu'à son élection comme député de la Coalition avenir Québec dans la circonscription de Joliette à l'Assemblée nationale du Québec lors des élections du 3 octobre 2022.

## Résultats électoraux
|                                                                                               | Nom                   | Parti            | Nombre de voix | %      | Maj.  |
| --------------------------------------------------------------------------------------------- | --------------------- | ---------------- | -------------- | ------ | ----- |
|                                                                                               | François St-Louis     | Coalition avenir | 17 925         | 45,6 % | 5 644 |
|                                                                                               | Véronique Venne       | Parti québécois  | 12 281         | 31,2 % | -     |
|                                                                                               | Flavie Trudel         | Québec solidaire | 4 476          | 11,4 % | -     |
|                                                                                               | Pascal Laurin         | Conservateur     | 3 470          | 8,8 %  | -     |
|                                                                                               | Diana Mélissa Crispin | Libéral          | 1 178          | 3 %    | -     |
| Total                                                                                         | Total                 | Total            | 39 330         | 100 %  |       |
| Le taux de participation lors de l'élection était de 69,8 % et 680 bulletins ont été rejetés. |                       |                  |                |        |       |

|                                                                                               | Nom                        | Parti               | Nombre de voix | %      | Maj.  |
| --------------------------------------------------------------------------------------------- | -------------------------- | ------------------- | -------------- | ------ | ----- |
|                                                                                               | Véronique Hivon (sortante) | Parti québécois     | 17 685         | 46,2 % | 4 431 |
|                                                                                               | François St-Louis          | Coalition avenir    | 13 254         | 34,7 % | -     |
|                                                                                               | Judith Sicard              | Québec solidaire    | 3 881          | 10,1 % | -     |
|                                                                                               | Emilie Imbeault            | Libéral             | 2 620          | 6,8 %  | -     |
|                                                                                               | Étienne St-Jean            | Vert                | 528            | 1,4 %  | -     |
|                                                                                               | Sébastien Dupuis           | Citoyens au pouvoir | 283            | 0,7 %  | -     |
| Total                                                                                         | Total                      | Total               | 38 251         | 100 %  |       |
| Le taux de participation lors de l'élection était de 71,9 % et 630 bulletins ont été rejetés. |                            |                     |                |        |       |